# سودة عليا (بوزي)
سودة علياء (بالفارسية: سوده علیا) هي منطقة سكنية تقع في إيران في قسم بوزي الريفي. يقدر عدد سكانها بـ 251 نسمة بحسب إحصاء 2016.